# Władysław Witwicki
Władysław Witwicki (Lubaczów, 30 de abril de 1878 – Konstancin, 21 de dezembro de 1948) foi um polonês psicólogo, filósofo, tradutor, historiador (de filosofia e arte) e artista. Ele é visto como um dos pais da psicologia na Polônia.
Witwicki também foi o criador da teoria do cratismo, teoria dos sentimentos, e ele lidou com as questões da psicologia da religião, e a criação de ética secular. Ele foi um dos iniciadores e co-fundadores da Sociedade Filosófica Polonesa. Ele é um dos pensadores associados à Escola de Leópolis-Varsóvia(en).

## Histórico
Władysław Witwicki era o quinto filho de Urszula Witwicka, nascido Woińska (sobrinha do Arcebispo Metropolitano da Igreja Católica Arquidiocese de Leópolis, Łukasz Baraniecki(en), e Ludwik – Filip Wasylkowicz Witwicki,, bem como pai de Janusz Witwicki, os criadores do Panorama Plástico de Leópolis Velho.
Ele se formou na Universidade de Leópolis, era aluno de Kazimierz Twardowski. Ele também estudou na Universidade de Viena (sob a direção de Alois Höfler(de)) e na Universidade de Leipzig (sob a direção de Wilhelm Wundt). Lecionou na Universidade de Leópolis e tornou-se professor na Universidade de Varsóvia (1919–1948).

## Trabalho
Witwicki é o autor dos primeiros livros poloneses de psicologia. Ele também colaborou com outros filósofos. Por exemplo, ele trabalhou com Bronisław Bandrowski(en) para desenvolver um modelo de psicologia baseado na teoria de Franz Brentano sobre fenomenologia. Incluiu uma análise da Teoria do Conteúdo de Edmund Husserl e do Fenômeno do Pensamento.
Nos comentários de sua própria tradução dos Evangelhos de Mateus e Marcos –  Dobra Nowina według Mateusza i Marka  (As Boas Novas, de acordo com Mateus e Marcos(pl)) – Witwicki nega a saúde mental de Jesus. Ele atribuiu a Jesus subjetivismo, maior senso de seu próprio poder e superioridade sobre os outros, egocentrismo e a tendência de subjugar outras pessoas, bem como dificuldades em se comunicar com o mundo exterior e transtorno de múltipla personalidade, o que o tornou um tipo de esquizotimico(en) ou mesmo esquizofrênico (de acordo com Ernst Kretschmer tipologia).

## Publicações selecionadas
- Traduções dos diálogos de Platão
- Psychologia do użytku słuchaczów wyższych szkół naukowych, vol. 1–2 (1925–1927)
- Wiadomości o stylach (1934)
- Wiara oświeconych, 1959 (fr.: La foi des éclairés, 1939)
- Przechadzki ateńskie (uma série de programas de rádio, 1939, emitida em 1947)
- Traduções do Evangelho de Mateus e do Evangelho de Marcos com análise psicológica[24] (Dobra Nowina według Mateusza i Marka, escrito em 1942, emitida em 1958)

## Ligações Externas
- «Obras de Władysław Witwicki» (em polaco) em Polona.pl